# Cyphocharax gilbert
Cyphocharax gilbert es una especie de peces de la familia Curimatidae en el orden de los Characiformes.

## Morfología
Los machos pueden llegar alcanzar los 12,6 cm de longitud total.

## Hábitat
Vive en zonas de clima tropical.

## Distribución geográfica
Se encuentran en Sudamérica:  cuencas fluviales costeras del este de Brasil (desde Bahía hasta  Río de Janeiro y el este de  São Paulo ).